# ヘルミオネ (小惑星)
ヘルミオネ (121 Hermione) は、小惑星帯に位置する大きく暗い小惑星の一つで、C型小惑星であり、メインベルト外縁部のキュベレー族の仲間である。1872年5月12日にアメリカ合衆国の天文学者、J・C・ワトソンにより発見され、ギリシア神話に出てくるスパルタ王メネラーオスとヘレネーの娘、ヘルミオネーから命名された。
W・M・ケック天文台での観測で2002年に衛星が発見され、さらに2003年12月に行われた補償光学を用いた観測により、ヘルミオネ自体も接触二重小惑星であることが分かった。衛星の歳差の解析により、ヘルミオネは雪だるま型をしていると考えられている。雪だるま型が正しいとすると、この小惑星は半径60kmと80kmの2つの球からなり、その中心は115km離れている。
衛星の軌道の観測により、ヘルミオネの重量が正確に割り出された。雪だるまモデルにより密度は1.8 ± 0.2 g/cm³と推定され、ラブルパイルで構成されていると見られている。掩蔽は少なくとも3度観測されており、そのうち最新のものは2004年2月である。

## 衛星
2002年にW・M・ケック天文台での観測で衛星が発見され、S/2002 (121) 1という仮符号がつけられた。また、2002年にアメリカ合衆国名誉市民に選ばれた18世紀のフランス人、ラファイエット侯爵にちなんだラ・ファイエット という名前が提案されているが、まだ正式名称とはなっていない。